# 勒莫纳斯捷-潘莫列斯
勒莫纳斯捷-潘莫列斯（法語：Le Monastier-Pin-Moriès，法語發音：[lə mɔnastje pɛ̃ mɔʁjɛs]）是法国洛泽尔省的一个旧市镇，属于芒德区。勒莫纳斯捷-潘莫列斯于1974年由原市镇勒莫纳斯捷（Le Monastier）和潘莫列斯（Pin-Moriès）合并而成，后于2016年1月1日起与相邻的希拉克合并为科拉涅河畔堡（Bourgs-sur-Colagne），并成为政府驻地。

## 地理
勒莫纳斯捷-潘莫列斯（44°30'53"N, 3°15'16"E）面积19.3 平方千米，位于法国奧克西塔尼大區洛泽尔省，该省份为法国南部内陆省份，北起上盧瓦爾省和康塔爾省，西接阿韦龙省，南至加尔省，东临阿尔代什省。
与勒莫纳斯捷-潘莫列斯接壤的市镇（或旧市镇、城区）包括：希拉克、圣博内德希拉克、莱萨莱勒、拉卡努尔格、圣日耳曼迪泰伊、莱萨尔斯、科拉涅河畔堡。

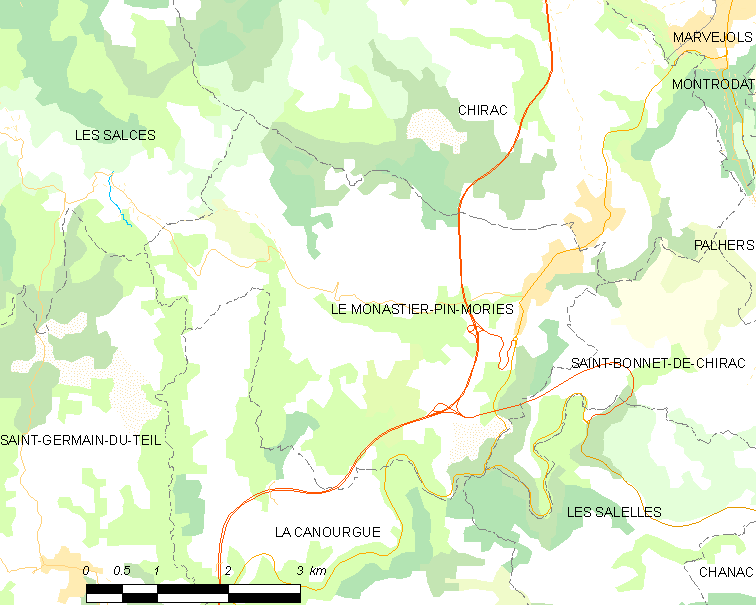
勒莫纳斯捷-潘莫列斯的OSM定位图

勒莫纳斯捷-潘莫列斯的时区为UTC+01:00、UTC+02:00（夏令时）。

## 行政
勒莫纳斯捷-潘莫列斯的邮政编码为48100，INSEE市镇编码为48099。

## 政治
勒莫纳斯捷-潘莫列斯所属的省级选区为科拉涅河畔堡县。

## 人口

1962-2008年间勒莫纳斯捷-潘莫列斯人口变化图示

勒莫纳斯捷-潘莫列斯于2018年1月1日时的人口数量为958人。